# Risus sardonicus

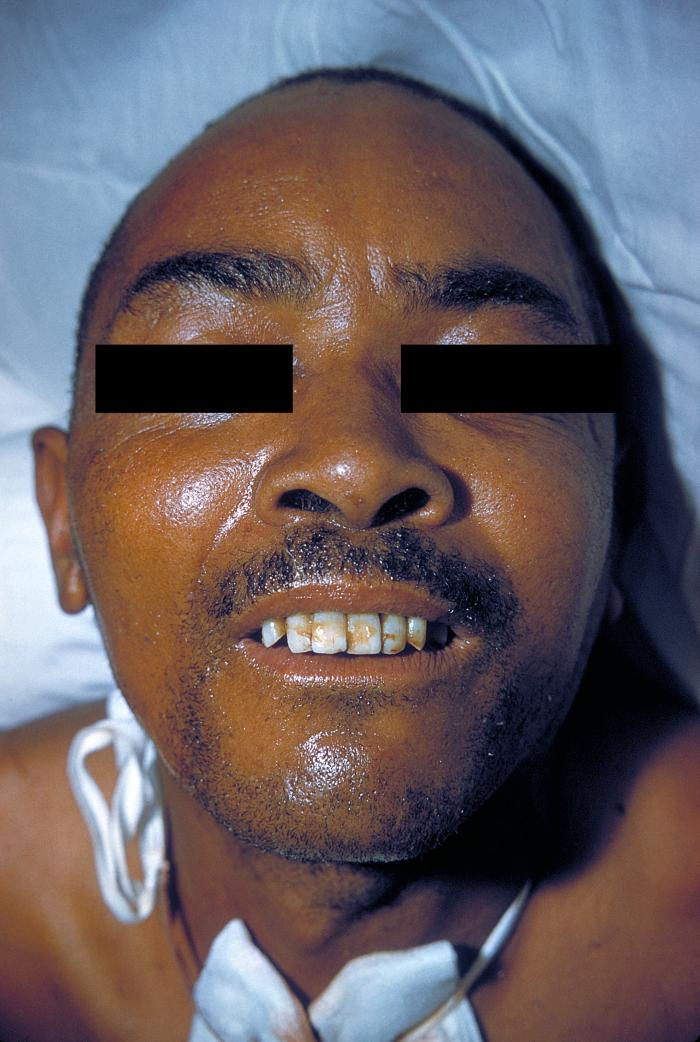
На фотографии отчёливо наблюдается тризм и risus sardonicus у пациента, больного столбняком

Risus sardonicus (дословно с лат. — «сардоническая улыбка», происходит от др.-греч. σαρδάνιος — злобный, язвительный или презрительный) — термин в патологии, обозначает болезненное выражение лица, при котором наблюдается спазм лицевых мимических мышц. Лицо приобретает стойкую гримасу, похожую на злобную улыбку (отсюда и название сардоническая) или оскал. Сардоническая улыбка возникает при столбняке, отравлении стрихнином или при болезни Вильсона.